# Bananaphone
Albums de Raffi
Evergreen Everblue
(1990) Raffi Radio
(1995)
Bananaphone est un album de musique pour enfants réalisé par Raffi en 1994. En 2004, la chanson éponyme de l'album est devenu un mème sur internet.

## Liste des morceaux
1. Bananaphone (Creber, Raffi) 3:12
2. Shake a Toe (Creber, Raffi) 2:20
3. The World We Love (Creber, Raffi) 3:23
4. Slow Day (Creber, Raffi) 3:25
5. The Changing Garden of Mr. Bell (Hubbard, Silversher) 4:07
6. Naturally (Creber, Raffi) 3:04
7. Spring Flowers [instrumental] (Raffi) 2:40
8. C-A-N-A-D-A (Connors) 2:50
9. Michael Row the Boat Ashore (Traditional) 3:25
10. First Peoples (Creber, Raffi) 4:37
11. Dee Myth [instrumental] (Raffi) 2:59
12. Cowlit Night (Raffi) 3:21
13. The Gorilla Song (Knowles, Knowles) 2:10
14. Simple Gifts (Traditional) 2:15
15. Down by the Riverside (Traditional) 3:13
16. The Shmenge Polka [instrumental] (Raffi) 2:07

## Reprises
Le morceau Bananaphone a été repris plusieurs fois comme une version country de Rhonda Vincent.